# Каменка (приток Быстрицы)
Каменка — река в России, протекает в Боровичском районе Новгородской области. Устье реки находится в 1 км по правому берегу реки Быстрица. Длина реки составляет 9,8 км.
На реке стоит деревня Власиха Перёдского сельского поселения и деревни Шестниково и Каменник Прогресского сельского поселения.

## Данные водного реестра
По данным государственного водного реестра России относится к Балтийскому бассейновому округу, водохозяйственный участок реки — Мста без реки Шлина от истока до Вышневолоцкого гидроузла, речной подбассейн реки — Волхов. Относится к речному бассейну реки Нева (включая бассейны рек Онежского и Ладожского озера).
Код объекта в государственном водном реестре — 01040200212102000020810.